# Дашчойлин
Дашчойлин (монг. Дашчойлин; тиб. བཀྲ་ཤིས་ཆོས་གླིང, Вайли bkra shis chos gling; также Восточное хурэ, монг. Зүүн хүрээ) — буддийский монастырский комплекс в Улан-Баторе, второй по величине в городе.

## История
Современный монастырь Дашчойлин ведёт начало от одного из двух крупнейших монастырских комплексов старой Урги — Гандантэгченлина и Восточного хурэ, и построен на месте, где стояли два храма, относившиеся к последнему — Эрхэм и Вангай. В 1737 году, по прошествии десяти лет, как третий сын дзасак-нойона Тушэту-ханского аймака Цэмбэлдоржа Рампилдорж наследовал титул отца, в связи с болезнью он оставил его и стал монахом под именем Данзаняримпил. В связи с тем, что он основал храм с постоянным отправлением служб, в который он поместил все унаследованные им от предков реликвии, Богдо-гэгэн II даровал ему титул Эрхэм-тойн («Достопочтенный монах»), и этот храм стал известен по этому титулу. Главным йидамом этого храма была Ваджраварахи, главным дхармапалой — Цамбашадаг. 
В 1740 году дзасак Тушэту-ханского аймака Санзайдорж основал в Их-Хурэ храм, который в 1757 году преподнёс Богдо-гэгэну II. К нему был приписан монастырский аймак (монашеское общежитие), которое изначально основал человек с титулом жунван. Этот аймак стал известен как аймак Ван-гуая, и это именование со временем превратилось в «Вангай». Главным йидамом храма был Ваджрапани, дхармапалой-хранителем — шестирукий Махакала; аймак при храме насчитывал до 400 человек.
Здания этих храмов, как и все остальные постройки Восточного хурэ, были разрушены в ходе репрессий 1930-х годов. После демократических преобразований в стране под монастырь были отданы три бетонные юрты, изначально построенные для структур Госцирка на месте старого монастыря. 

## Современное состояние
Современный монастырь Дашчойлин, также называемый Дзун-хурэ (Восточным хурэ), на сегодняшний день является вторым по величине в столице Монголии и включает в себя три храма — соборный (бывший Вангай), храм дхармапал (бывший Эрхэм-тойны-аймаг) и храм Ганданчойнхорлин (основан в 2000 году), а также начальное буддийское училище и библиотеку. Во дворе монастыря находятся построенные в 2000 году три ступы, окружающие храм сахиусанов, крупный комплекс из девяти ступ, построенный в 1990 году. Справа от храма сахиусанов находится построенная в 2007 году статуя Будды. Напротив соборного храма находится небольшое здание для масляных светильников. Монастырь планирует восстановить 16-метровую статую Майтреи, а также храм, в котором она размещалась, и которые были разрушены в период репрессий 1930-х годов.